# のりくら温泉郷

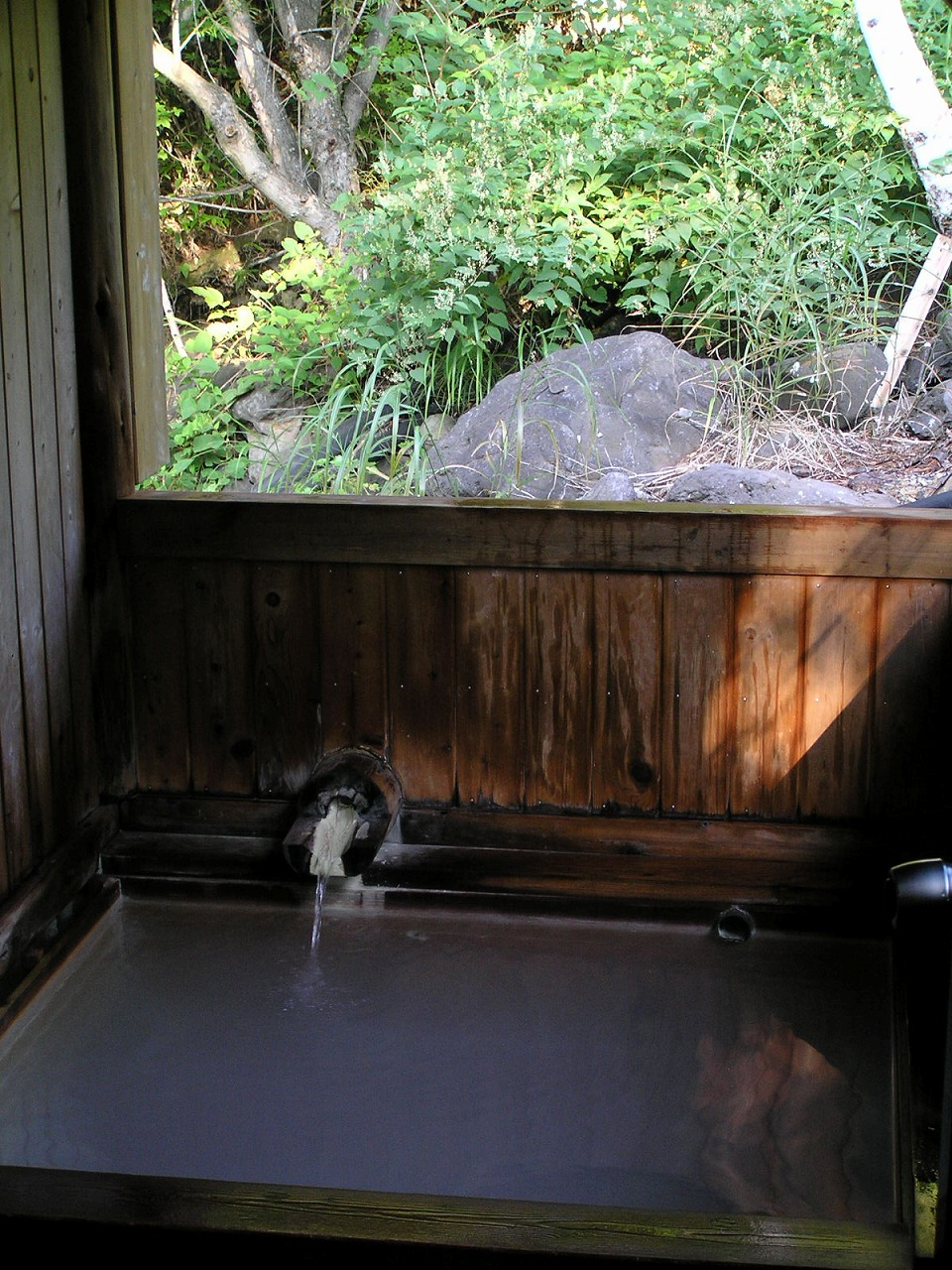
乗鞍高原温泉・せせらぎの湯

のりくら温泉郷（のりくらおんせんきょう）は、長野県松本市乗鞍高原にある温泉地（温泉郷）。

## 源泉
当地には3つの源泉があり、「乗鞍三湯」と呼ばれている。
乗鞍高原温泉

単純硫黄泉。乗鞍岳中腹にて湧出し、乗鞍高原まで引湯している。色は乳白色を呈する。
すずらん温泉
1996年（平成8年）、乗鞍高原内にて湧出。色は無色透明。　
安曇乗鞍温泉

2003年（平成15年）湧出。休暇村乗鞍高原が地下1300メートルから引湯。カルシウム・マグネシウムに富む。

## その他
現在の乗鞍三湯以外に、かつて「わさび沢温泉」という源泉が存在した。松本市安曇乗鞍高原4258-3にて湧出。泉質はカルシウム・マグネシウム炭酸水素塩冷鉱泉で、水素イオン指数 (pH) は6.94。疲労回復、腰痛、神経痛などに効能があるとされたが、2018年（平成30年）をもって温泉供給公社が解散し、引湯停止となった。